# Ibrahim Sidibe
Ibrahima Sidibe est un joueur de football sénégalais, jouant actuellement dans le club hongrois du Debrecen VSC, après avoir connu des expériences en Hongrie, en Allemagne, en Autriche, et après avoir été formé au Club Sportif sfaxien (Tunisie).
Il est avant-tout attaquant, il a aussi joué sur le côté gauche de la défense.

## Palmarès
- Championnat de Hongrie en

2006, 2007 et  2014
- Coupe de Hongrie
  - Vainqueur en 2013
- Championnat d'Autriche D2
  - Champion en 2005

- Champion de Belgique D2 en 2009 avec Saint-Trond VV